# Glacier Prouty
Le glacier Prouty (en anglais : Prouty Glacier) se trouve dans l'État de l'Oregon, aux États-Unis. Le glacier est situé dans la chaîne des Cascades, sur le flanc nord-est du volcan South Sister à une altitude supérieure à 2 600 mètres.